# Jetzt – Liste Pilz
Jetzt – Liste Pilz (Eigenschreibweise JETZT – Liste Pilz, Kurzbezeichnung JETZT; offizieller Name bis Dezember 2018 Liste Peter Pilz) war eine politische Partei in Österreich, die im Juli 2017 vom ehemaligen Grünen-Politiker Peter Pilz gegründet wurde. Sie erzielte bei der Wahl im Oktober 2017 den Einzug in den Nationalrat mit einem Ergebnis von 4,41 %. Ihre Abgeordneten bildeten dort den Parlamentsklub JETZT.
Jetzt trat bei der Nationalratswahl in Österreich 2019 wieder an. Sie bekam 1,9 % der Wählerstimmen und erreichte damit nicht den Wiedereinzug in den Nationalrat.
Im Jahr 2020 gab Jetzt die Einstellung ihrer politischen Tätigkeit bekannt.

## Geschichte

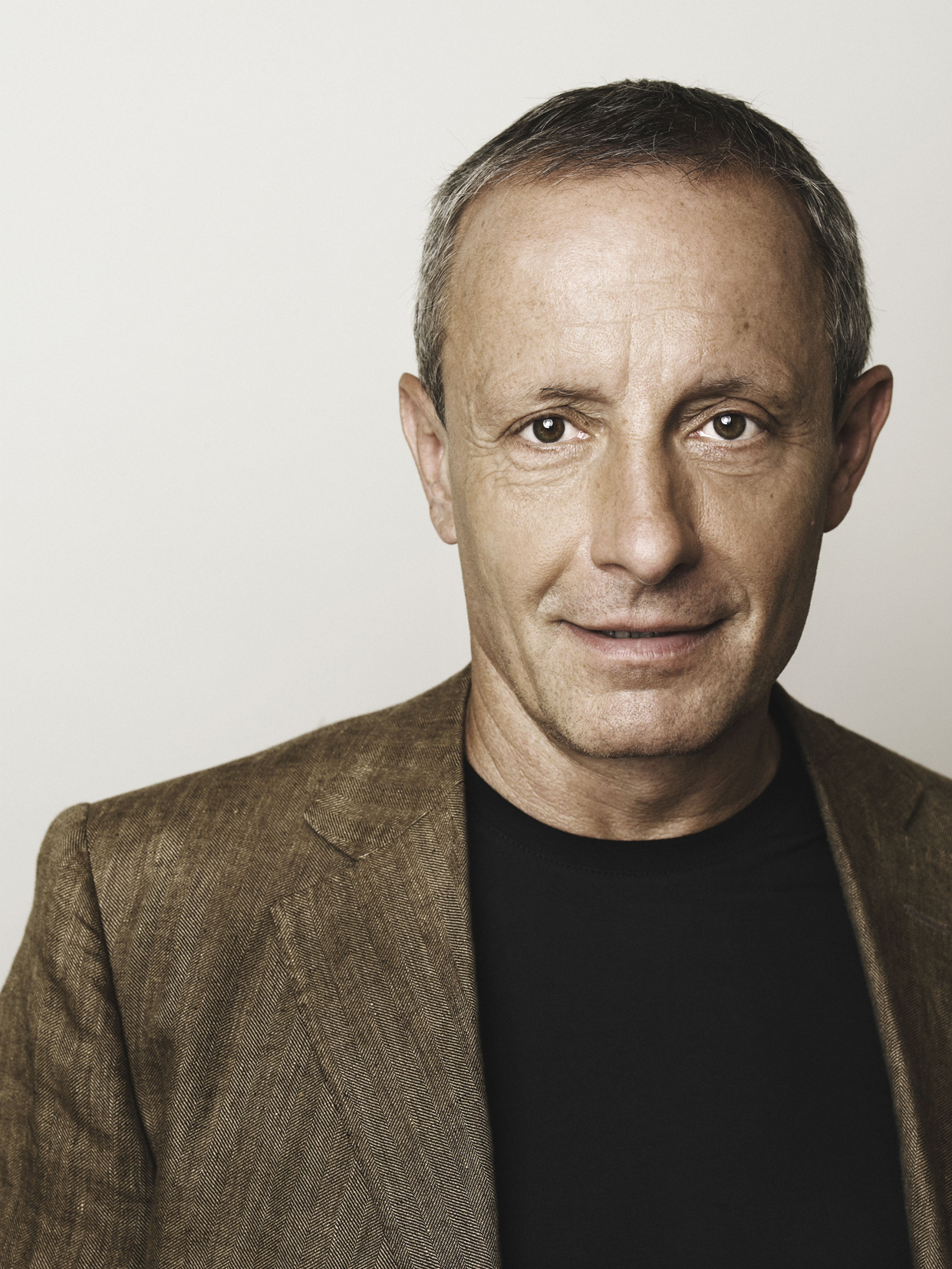
Peter Pilz (2006)

Beim Bundeskongress der Grünen im Juni 2017 scheiterte Pilz in einer Kampfabstimmung um den von ihm gewünschten vierten Listenplatz für die Nationalratswahl; an seiner Stelle wurde Julian Schmid gewählt. Eine  weitere Kandidatur für den sechsten Listenplatz lehnte Pilz ab und trat aus dem grünen Parlamentsklub aus. Im Anschluss erfolgte die Gründung der Liste.
Ein eigenes Parteiprogramm sei nicht geplant, vielmehr repräsentieren die auf der Liste antretenden Kandidaten als „Personen die Programme“.
Als erste Kandidaten seiner Liste präsentierte Pilz die Lehrerin, Musikerin und Aktivistin Maria Stern, den Juristen und Verbraucherschützer Peter Kolba, den früheren SPÖ-Politiker und Tierschützer Sebastian Bohrn Mena, die Unternehmerin Stephanie Cox und den Juristen Alfred J. Noll. Am 28. Juli 2017 wurde der Wechsel der beiden grünen Abgeordneten Wolfgang Zinggl und Bruno Rossmann sowie der SPÖ-Abgeordneten Daniela Holzinger-Vogtenhuber zur Liste Pilz bekanntgegeben. Die drei haben mit ihrer Unterschrift die Kandidatur der Liste bei der Nationalratswahl ermöglicht. Am 4. August 2017 wurden mit Renée Schroeder und Hannes Werthner zwei weitere Kandidaten auf der Liste Pilz präsentiert, die sich im Bereich der Wissenschaftspolitik engagieren wollen.
Am 18. August 2017 wurden mit der Pflegeassistentin Teresa Roscher für den Pflegebereich und der Rechtsanwältin Alma Zadić für den Bereich Integration zwei weitere Kandidatinnen vorgestellt. Bis zu diesem Datum wurden 200.000 Euro gesammelt, davon 98.000 Euro von Alfred J. Noll und 20.000 Euro von Renée Schroeder. Die restlichen 82.000 Euro stammten von Kleinspendern.
Am 26. Juli 2017 wurden die Statuten der zugehörigen politischen Partei beim Bundesministerium für Inneres hinterlegt. Die politische Partei hat einschließlich Peter Pilz vier Mitglieder. Weitere Aufnahmen sind ebenso wie über formale Vorstandssitzungen hinausgehende Aktivitäten nicht geplant, laut Aussage von Peter Pilz wird es „in der Praxis keine Parteigründung geben“.
Ein Beweggrund für die Gründung der politischen Partei war, dass eine reine Wahlpartei keine Parteiförderung beziehen kann, die man für die Einrichtung einer Plattform zur Bürgerbeteiligung benötige. Gleichzeitig forderte Pilz eine Reduktion der österreichischen Parteienförderung. Den Wahlkampf finanzierte Pilz mittels Crowdfunding.
Unmittelbar nach Vorwürfen sexueller Belästigung gab Peter Pilz am 4. November 2017 bekannt, dass er sein Nationalratsmandat nicht annehmen werde. Nach der endgültigen Entscheidung am 8. November wurde am nächsten Tag die Umweltaktivistin und Projektmanagerin Martha Bißmann als Nachrückerin im Nationalrat angelobt, die jedoch am 19. Juli 2018, nach Differenzen mit ihrer Partei, einstimmig aus dem Parlamentsklub der Liste Pilz ausgeschlossen wurde.
Im Dezember 2017 kündigte Liste-Pilz-Klubobmann Peter Kolba an, bei den Landtagswahlen 2018 in Niederösterreich, Tirol, Salzburg und Kärnten nicht anzutreten. Antreten wolle man hingegen bei der Europawahl 2019 und der Wahl zum 21. Landtag in Wien.
Am 14. Jänner 2018 gab Peter Kolba, Klubobmann der Liste Peter Pilz im Nationalrat, bekannt, dass Peter Pilz wieder als Abgeordneter in den Nationalrat zurückkehren werde. Der Zeitpunkt und wer zugunsten von Pilz auf sein Mandat verzichten wird, wurde offen gelassen. Die Rückkehr von Pilz als Nationalratsabgeordneter wurde von einigen Parteien wie der SPÖ, der FPÖ und den NEOS scharf kritisiert. Peter Pilz habe „nichts im Hohen Haus zu suchen“, meinte etwa NEOS-Parteichef Matthias Strolz. Die sexuellen Belästigungsvorwürfe gegen Frauen seien „nicht ansatzweise aufgeklärt“, so SPÖ-Frauengeschäftsführerin Andrea Brunner.
Am 15. April 2018 gab der Klubobmann Peter Kolba seinen Rücktritt mit Ende April bekannt. Dieses Datum wurde seitens Kolba auf den 31. Mai 2018 korrigiert, da noch kein Nachfolger gefunden wurde.
Am 22. Mai 2018 wurden die Ermittlungen gegen den Parteivorsitzenden und Listengründer der Liste Pilz, Peter Pilz, wegen sexueller Belästigung von der Staatsanwaltschaft Innsbruck aus Mangel an Beweisen und teilweiser Verjährung eingestellt.

## Wahlkampfführung

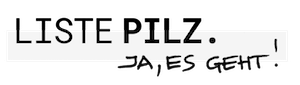
Ursprüngliches Logo der Liste Pilz

Eine Besonderheit der Liste Pilz im Nationalratswahlkampf 2017 war ihr Verzicht auf die umstrittene Plakatwerbung. Das bilderlose einzige Wahlplakat mit der Aufschrift „1 Plakat – Unser einziges! / 0 EUR Steuergeld / 0 Belästigung / Ja, es geht!“ wurde Anfang September präsentiert.
Anstelle der Plakatwerbung setzte die Liste Pilz auf Präsenz in verschiedenen traditionellen und sozialen Medien. Neben Medienauftritten forcierte die Liste Pilz aber auch den direkten Kontakt zu Bürgern bei öffentlichen Veranstaltungen und in sogenannten „Pilz-Gesprächen“ zu verschiedenen Themenbereichen. Dabei wurden die Themen mit allen Interessierten in einem gleichberechtigten Rahmen diskutiert.

## Finanzierung
Jetzt legt auf ihrer Webseite erhaltene Spenden offen. Ab einer Höhe von 1.000 Euro wird stets der Name des Spenders genannt. Demnach hat die Liste Pilz im Gründungsjahr 1.359 Spenden in der Höhe von insgesamt 289.644 Euro erhalten. Die größte Spende mit 98.365 Euro kam von Alfred J. Noll; 20.000 Euro gab Renée Schroeder.
Im letzten Quartal 2017 erhielt der Parlamentsklub der Liste Pilz 812.121 Euro Klubförderung.
Ab 2018 erhielt sie Parteienförderung sowie öffentliche Gelder für eine Parteiakademie in Höhe von rund 4,8 Millionen Euro. Nachdem der Wiedereinzug in den Nationalrat 2019 scheiterte, blieben der Parteiakademie „Bildungsverein – Offene Gesellschaft“ 1,4 Millionen Euro über, die nicht zurückgezahlt werden müssen. Der Klub kündigte dennoch anlässlich seiner Auflösung am 18. Oktober 2019 eine Rückzahlung an.

## Inhaltliche Positionen
Jetzt verfügte über kein bindendes Programm und lehnte einen Klubzwang wie in anderen Parteien ab. Ihre Repräsentanten nahmen jedoch zu vielen Themen Positionen ein.

### Umverteilung und Steuerpolitik
Als zentrale politische Aufgabe sah Listengründer Pilz wörtlich „Gerechtigkeit und Umverteilung von Arbeitschancen und Einkommen von oben nach unten“. Im Bereich der Steuerpolitik kritisierte er, dass „wenige, die viel haben, nichts zahlen“ und infolgedessen „die große Mehrheit viel, viel mehr zahlen“ muss. Konkret befürworten Jetzt-Vertreter wie Bruno Rossmann (Kandidat für Budget, Verteilung und Steuern) etwa
- eine Erbschaftssteuer mit einer Freigrenze von 500.000 Euro,[36]
- Senkung der Abgaben auf Arbeit,
- Aufhebung der Höchstbeitragsgrundlage in der Krankenversicherung,[37]
- 35-Stunden-Woche zur gerechteren Verteilung von Arbeit sowie
- Vermögenssteuern und den Kampf gegen Steuerflucht von Großkonzernen.[38]

### Migrations- und Flüchtlingspolitik
Das erste Thema, zu dem die Liste Pilz ein eigenes „Arbeitsprogramm“ präsentierte, war dann aber die Flüchtlingspolitik. Die schnelle Positionierung in diesem Bereich erfolgte, nachdem die Grünen ein internes Papier von Peter Pilz aus dem Jahre 2016 mit dem irreführenden Titel „Österreich zuerst“ veröffentlicht hatten, der 24 Jahre davor auch in einem „Ausländervolksbegehren“ der FPÖ verwendet worden war. Die Grünen wollten Peter Pilz damit offensichtlich in der öffentlichen Wahrnehmung weiter nach rechts rücken, um eine Wählerabwanderung von den Grünen zur Liste Pilz zu verhindern. Liest man den Entwurf von Pilz zu Ende, sieht man jedoch, dass sich das „Österreich zuerst“ in seinem Papier lediglich darauf bezieht, dass Österreich nicht auf EU-Beschlüsse warten soll, sondern „zuerst“ gemeinsam mit Ländern wie Deutschland und Schweden handeln soll. Im Anschluss an die Diskussion um das geleakte Pilz-Dokument von 2016 wurde das geringfügig an die Situation im Jahre 2017 angepasste Konzept zum ersten Arbeitsprogramm der Liste Pilz mit dem Titel „Flüchtlingspolitik – Ja, es geht!“. Zentrale Inhalte sind
- der Ausbau legaler Zuwanderungs- und Fluchtmöglichkeiten nach Europa,
- die nachrangige Behandlung und Rückführung jener, die versuchen, mit Hilfe von Schleppern ins Land zu kommen, wenn ihnen keine Verfolgung droht, und die Bevorzugung jener, die in den UN-Flüchtlingslagern warten,
- die Verbesserung der Versorgung in den UN-Flüchtlingslagern.

In diesen Punkten stimmt das Arbeitsprogramm weitgehend mit der Linie der deutschen Politik unter Angela Merkel und den maßgeblich von ihr getragenen Flüchtlingsabkommen überein.
Ein zentraler Unterschied besteht jedoch in der Bewertung der Türkei unter Erdoğan. Diese wird von Jetzt nicht als möglicher Partner gesehen. Als bevorzugte Partner werden Jordanien und die kurdische Regionalregierung genannt.

### Außenpolitik
Das „Arbeitsprogramm zur Flüchtlingspolitik“ legte indirekt auch Eckpunkte der Außenpolitik von Jetzt fest. Dazu gehörten
- der Einsatz für Menschenrechte, Demokratie und Minderheiten in Ländern wie der Türkei anstatt eines Wegsehens der EU,
- Waffenembargos gegenüber kriegführenden Ländern wie Saudi-Arabien, um Waffenlieferungen in Kriegsgebiete zu vermeiden sowie
- innerhalb der EU eine Kürzung der Zahlungen an Mitgliedsstaaten, die sich etwa in der Flüchtlingskrise unsolidarisch verhalten wie Ungarn und die Slowakei, und eine Hinwendung zu Partnern wie Deutschland und Schweden.

### Cannabis in der Medizin, Sterbehilfe und Pflege
Jetzt befürwortete sowohl
- die Liberalisierung von Cannabis in der Medizin nach dem Vorbild Deutschlands (vertreten durch Konsumentenschützer Peter Kolba) als auch
- die Ausarbeitung eines Gesetzes zur aktiven Sterbehilfe nach Vorbildern wie der Schweiz, den USA oder den Benelux-Staaten (vertreten durch Eytan Reif).

Gleichzeitig befürwortet Jetzt, vertreten durch Teresa Roscher,
- die Aufstockung von Personal und Finanzmitteln im Pflegebereich und
- österreichweit einheitliche Pflegestandards.

### Weitere Themen
Von Vertretern Jetzts gab es gemeinsam präsentierte Aussagen in vielen weiteren Bereichen, etwa zu traditionellen grünen Themen wie Tierschutz.
Einen besonderen Schwerpunkt bildeten aufgrund der bekannten Exponenten Peter Pilz und Peter Kolba die Themen „Parlamentarische Kontrolle“ und „Verbraucherschutz“. Eine konkrete Forderung im Bereich des Verbraucherschutzes war die Einführung einer effektiven Sammelklage und eines Sammelvergleiches bei Massenschäden.

## Einzug in den Nationalrat
Bei der Nationalratswahl 2017 erreichte die Jetzt 223.543 Stimmen bzw. 4,4 % und 8 Mandate. Die Wählerstromanalyse des Instituts SORA ergab folgende Herkunft der Stimmen, im Vergleich zur Nationalratswahl 2013:
- 67.000 Stimmen von den Grünen
- 32.000 Stimmen von der SPÖ
- jeweils 31.000 Stimmen von den NEOS und den Nichtwählern
- 20.000 Stimmen von sonstigen Parteien
- 12.000 Stimmen von der FPÖ
- 10.000 Stimmen von der ÖVP
- 08.000 Stimmen vom ehemaligen Team Stronach und
- 06.000 vom BZÖ

Die Mandate wurden besetzt mit
- den ehemaligen Grünen-Abgeordneten Bruno Rossmann und Wolfgang Zinggl,
- der ehemaligen SPÖ-Nationalrätin Daniela Holzinger-Vogtenhuber,
- dem Rechtsanwalt und Hochschuldozenten Alfred J. Noll,
- der Unternehmerin Stephanie Cox,
- der Integrationsexpertin Alma Zadić,
- der Umweltaktivistin und Projektmanagerin Martha Bißmann und
- dem Konsumentenschützer Peter Kolba.

Am 8. November 2017 wurde Peter Kolba zum Klubobmann und Stephanie Cox, Daniela Holzinger-Vogtenhuber und Wolfgang Zinggl zu dessen Stellvertretern gewählt.
Bereichssprecher im Nationalrat
- Peter Kolba: Bürgerrechte
- Wolfgang Zinggl: Kultur
- Bruno Rossmann: Finanzen
- Alfred J. Noll: Justiz und Verfassung
- Daniela Holzinger-Vogtenhuber: Familie und Soziales
- Alma Zadić: Außenpolitik und EU
- Martha Bißmann: Umwelt[47]

## Seit dem Einzug in den Nationalrat
Am 4. November 2017 gab der Gründer und Namensgeber der Liste seinen Verzicht auf das Mandat bekannt. An seiner Stelle zog die steirische Umweltaktivistin und Projektmanagerin Martha Bißmann in den Nationalrat ein.
Am 16. April 2018 gab Peter Kolba seinen für den 30. April 2018 geplanten Rücktritt als Klubobmann der Liste Pilz bekannt.
Am 27. April 2018 wurde sein Rücktritt als Klubobmann der Liste Pilz mit 31. Mai 2018 bekannt.
Am 30. Mai 2018 beschloss die Liste „einstimmig“ – in Abwesenheit von Martha Bißmann – Bruno Rossmann und Wolfgang Zinggl, beide langjährige grüne Abgeordnete, als neue Klubobmänner. Per 1. Juni wurden Rossmann Klubobmann und Zinggl geschäftsführender Obmann. Beide erklärten, dass in der Liste Pilz „die Zukunft den Frauen gehören soll“. Am 1. Juni legte Peter Kolba auch sein Nationalratsmandat zurück. Tags zuvor hatte er via Twitter verlautbart, dass er mit „dieser Liste nichts mehr zu tun haben wolle“.
Nach dem Verzicht Peter Kolbas auf sein Nationalratsmandat, welches er über die niederösterreichische Landesliste bei der Nationalratswahl in Österreich 2017 bekommen hatte, stand nun der niederösterreichischen Listen-Zweiten Maria Stern das Mandat zu. Stern lehnte dieses laut einem Bericht der Tageszeitung Die Presse am 6. Juni 2018 ab. Nun könnte Alfred J. Noll (Dritter der NÖ-Landesliste), der aktuell auf einem Bundeslisten-Mandat im Nationalrat sitzt, auf das NÖ-Landeslisten-Mandat von Kolba bzw. Stern wechseln. Peter Pilz konnte dadurch auf das durch Noll frei werdende Bundeslistenmandat erneut in den Nationalrat einziehen.
In einer Pressekonferenz am 7. Juni 2018 wurde bekanntgegeben, dass Maria Stern ihr Mandat nicht annimmt, um Pilz den Wiedereinzug in den Nationalrat zu ermöglichen. Sie wird sich im August 2018 im Rahmen einer Mitgliederversammlung der Wahl zur Parteichefin der LP stellen. Peter Pilz sagte im Zuge der Pressekonferenz, er könne sich nach den Vorkommnissen der letzten Tage und Wochen eine weitere Zusammenarbeit mit Martha Bißmann nicht vorstellen. Ein entsprechender Antrag für den Ausschluss Bissmanns aus dem LP-Parlamentsklub liege bereits vor, so Pilz. Ihr Mandat im Nationalrat konnte sie aber auch danach als „wilde Abgeordnete“, also parteilos, behalten. Am 9. Juni 2018 erklärte Bißmann in der Zeit im Bild, sie wolle im Parlamentsklub der Liste Pilz verbleiben und führe Gespräche mit den anderen Abgeordneten. Außerdem wolle sie sich für ihr Verhalten entschuldigen – es seien von beiden Seiten Entschuldigungen angebracht.
Am 10. Juni 2018 meinte Klubobmann Bruno Rossmann in der Pressestunde des ORF, Bißmann habe ihn angerufen und er habe mit ihr gesprochen. Der Ausschluss Bißmanns aus dem LP-Parlamentsklub sei noch nicht fix. Nach einer Klubsitzung am 12. Juni 2018 war von einer „letzten Chance“ für Bißmann die Rede. Für einen Ausschluss wäre laut Statut der Liste ein einstimmiges Votum aller Abgeordneten notwendig gewesen. Am 13. Juni 2018 legte Bißmann ihre Parteimitgliedschaft zurück, blieb aber im Parlamentsklub.
Laut der Webseite des Österreichischen Parlaments ist Peter Pilz seit 8. Juni 2018 wieder Nationalratsabgeordneter und am 11. Juni 2018 wurde er offiziell angelobt. Bei der Angelobung von Peter Pilz im Nationalrat verließen fast alle weiblichen Abgeordneten aus allen anderen Parteien (außer Doris Bures, SPÖ und Karin Doppelbauer, NEOS) demonstrativ den Plenarsaal.
Im Juli 2018 wurde Sebastian Bohrn Mena, der als Sprecher für Tierschutz fungierte, als Mitarbeiter des Parlamentsklub fristlos entlassen. Als Begründung wurde klubschädigendes Verhalten angegeben. Zuvor hatte Sebastian Bohrn Mena öffentlich Kritik an Peter Pilz geäußert und war aus der Partei ausgetreten.
Am 19. Juli 2018 wurde Martha Bißmann aus dem Parlamentsklub der Liste Pilz ausgeschlossen und ist somit „wilde Abgeordnete“. Am 20. August 2018 wurde Maria Stern im Rahmen einer Mitgliederversammlung zur Parteiobfrau der Liste Pilz gewählt, Peter Pilz wurde stellvertretender Parteichef.
Im September 2018 kehrte Kolba als Bürgerrechtesprecher zur Liste Pilz zurück, ohne aber ein Mandat zu übernehmen.
Die Parteiakademie der Liste Peter Pilz wurde Ende 2017 gegründet und erhält Förderungen in der Höhe von 1,12 Millionen Euro jährlich. Dem Vorstand der Akademie gehören Peter Pilz, Reinhard Kreissl, Stephanie Cox und Renée Schroeder (Obfrau der Parteiakademie) an. Die Handlungsfelder umfassen der Website nach die Generierung von Faktenwissen für die gesellschaftliche Gegenwart, die Kommunikation von Wissen und die Förderung von Selbstermächtigung.
Am 19. November 2018 gab die Liste Pilz ihre Namensänderung bekannt und nennt ihren Parlamentsklub seit tags darauf Parlamentsklub Jetzt. Neben dem neuen Namen verkündete die Parteiführung ein neues Programm und die Unterstützung von Johannes Voggenhuber mit gemeinsamer Wahlliste bei der Europawahl 2019. Ab dem 3. Dezember 2018 trug die Partei den Namen Jetzt – Liste Pilz, kurz Jetzt.
Anfang Juli 2019 wurde bekannt, dass die Abgeordneten Alfred Noll, Bruno Rossmann, Wolfgang Zinggl und Stephanie Cox bei der vorgezogenen Nationalratswahl 2019, die nach dem Rücktritt der FPÖ-Regierungsmitglieder und der nachfolgenden Enthebung der gesamten Bundesregierung Kurz I erforderlich wurde, nicht mehr kandidieren werden. Die Abgeordnete Alma Zadić werde für die Grünen kandidieren. Am 6. Juli 2019 wurde Alma Zadić auf Platz fünf der Bundesliste der Grünen gewählt und ist seit dem 9. Juli fraktionslose Abgeordnete im Nationalrat.
Bei der Nationalratswahl 2019 verpasste Jetzt den erneuten Einzug in den Nationalrat mit 1,9 % der Wählerstimmen. Spitzenkandidat war Listengründer Peter Pilz, danach folgten Parteiobfrau Maria Stern, die Nationalratsabgeordnete Daniela Holzinger-Vogtenhuber, der Tierschützer Martin Balluch und die Verwaltungsjuristin Susanne Giendl. Die für die Kandidatur notwendigen drei Unterschriften stammten von den beiden Jetzt-Abgeordneten Peter Pilz und Daniela Holzinger-Vogtenhuber sowie dem fraktionslosen Abgeordneten Efgani Dönmez.
Nach dem Ausscheiden aus dem Nationalrat zogen sich Maria Stern und Peter Pilz zurück. Zum neuen Obmann wählte man den ehemaligen Kärntner Polizisten Rudolph Mang.
Im Jahr 2020 stellte die Partei ihre politische Tätigkeit ein und löste sich auf.